# Папагеоргиу, Гиоргос
Гиоргос Папагеоргиу (греч. Γιώργος Παπαγεωργίου; род. 7 июня 1997, Ларнака, Кипр) — кипрский футболист, полузащитник клуба «Аполлон Смирнис».

## Биография

### Клубная карьера
Воспитанник клуба «Этникос» (Ахна). Дебютировал в его составе в чемпионата Кипра 17 декабря 2016 года в матче против АЕК Ларнака, в котором появился на замену на 78-й минуте вместо Николая Кипиани.

### Карьера в сборной
В октябре 2019 года впервые был вызван в сборную Кипра на матчи отборочного турнира чемпионата Европы 2020 против Казахстана и России.